# Барісахо
Барісахо (груз. ბარისახო) — село в Грузії.
За даними перепису населення 2014 року в селі проживає 153 особи.